# Нове-Место-над-Вагом (район)
Район Новое Место-над-Вагом (словац. Okres Nové Mesto nad Váhom) — район Тренчинского края Словакии.

## География
Территория округа охватывает часть горного хребта Поважски-Иновец, в том числе вершина Безовец (742 м).

## Население
| Год:        | 1994   | 2004    | 2014    | 2024    |
| ----------- | ------ | ------- | ------- | ------- |
| Broj ljudi: | 64 563 | 63 119  | 62 531  | 61 303  |
| Разница:    |        | −2,23 % | −0,93 % | −1,96 % |

### Статистические данные (2001)
Национальный состав:
- Словаки — 96,8 %
- Чехи — 1,3 %
- Цыгане — 0,6 %

Конфессиональный состав:
- Католики — 56,6 %
- Лютеране — 23,2 %

## Археология
Глиняная посуда культуры Бошака (Bošáca culture) свидетельствует о контакте постбаденских культур в конце периода среднего энеолита (3200—2800 лет до н. э.).